# Alexander Kastner
Alexander Kastner (* 31. März 1963 in Klagenfurt) ist ein österreichischer Politiker (Team Kärnten), Offizier und Lehrer. Seine militärische Laufbahn führte ihn als Pädagoge an die Theresianische Militärakademie, seit Februar 2024 ist er Zweiter Vizebürgermeister der Landeshauptstadt Klagenfurt am Wörthersee.

## Ausbildung und Beruf
Alexander besuchte die Volksschule in Krumpendorf am Wörthersee und das private Gymnasium der Wiener Sängerknaben, maturierte jedoch 1981 in Klagenfurt. Nach der Matura begann er als Einjährig-Freiwilliger seine militärische Laufbahn, im Rahmen derer er sich als Pädagoge hervortat. Kastner absolvierte die Diplomstudien der Pädagogik und Gruppendynamik sowie der Psychologie, im Anschluss daran das Doktoratsstudium der Pädagogik und Gruppendynamik. Von 1998 bis 2004 war er nebenamtlicher Dozent für Pädagogik an der Theresianischen Militärakademie in Wiener Neustadt, danach bis zu seinem Wechsel in die Klagenfurter Stadtpolitik Vollzeitdozent in derselben Funktion. Sein militärischer Dienstgrad ist Oberst des höheren militärfachlichen Dienstes (ObstdhmfD).

## Politik und Funktionen
Im Jänner 2024 kritisierte ein Bericht des Landesrechnungshofes Unregelmäßigkeiten bei der Vergabe von Sozialwohnungen in Klagenfurt, in weiterer Folge wurde bekannt, dass der Sohn des zweiten Vizebürgermeisters Alois Dolinar trotz niedriger Bedarfseinstufung in kürzester Zeit eine Wohnung bekommen hatte. Nach zunehmendem Druck stellte Dolinar sein Amt zur Verfügung. In der Debatte um seine Nachfolge konnte Gerhard Köfer, Obmann des Team Kärnten, seinen Wunschkandidaten Alexander Kastner durchsetzen. Seine politischen Agenden sind das Wohnungswesen, Klima- und Umweltschutz, Energieeffizienz, Europäische Angelegenheiten und Angelegenheiten des Kärntner Zentralraumes.
Neben seinen politischen Ämtern ist Kastner Präsident des Heeressportvereins Klagenfurt und geschäftsführender Präsident des Heeressportlandesverbandes Kärnten.